# Endoikia
Endoikia – forma symbiozy (synoikia)  między populacjami odmiennych jednostek systematycznych, polegająca na zamieszkiwaniu jednego gatunku wewnątrz drugiego, charakteryzująca się obopólnymi korzyściami dla każdego z gatunków (mutualizm).
Przykładem Endoikii są bakterie jelitowe w organizmach przeżuwaczy lub wiciowce tworzące faunę jelitową termitów.